# Wacławowo (Białoruś)

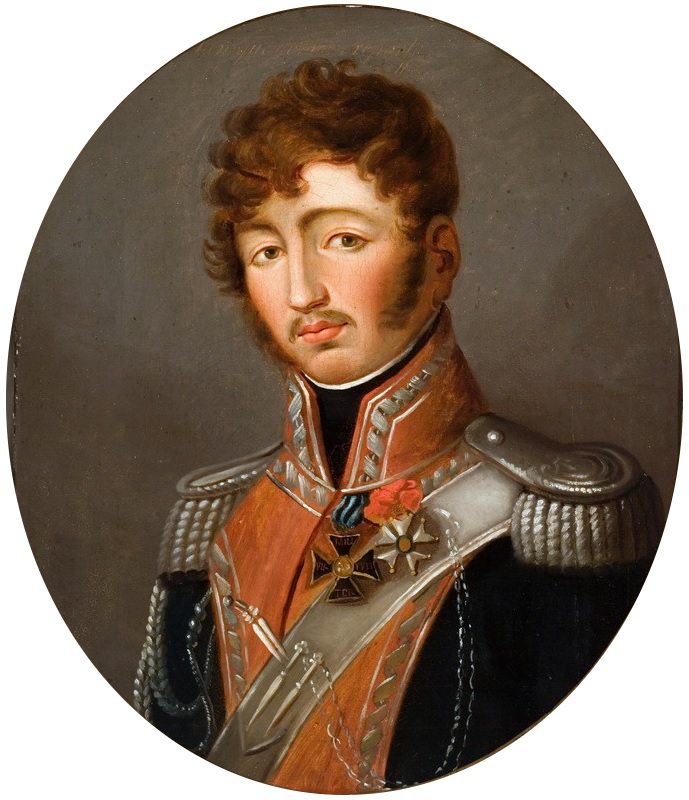
Dominik Radziwiłł, właściciel klucza starczyckiego na początku XIX wieku

Wacławowo – nieistniejący folwark i majątek na Białorusi, w rejonie słuckim obwodu mińskiego, około 10 km na południe od Słucka.

## Historia
Dobra te należały do klucza starczyckiego położonego między Słuckiem a Starobinem, który już w XVI wieku był własnością kniaziów Olelkowiczów. Po śmierci w 1612 roku ostatniej z rodu, Zofii, żony Janusza Radziwiłła (1579–1620), kasztelana wileńskiego, stały się częścią fortuny Radziwiłłów. Na przełomie XVIII i XIX wieku należały do ks. Dominika Radziwiłła (1786–1813). Własność majątku po śmierci Dominika przedstawiana jest dwojako:
- odziedziczyła go jego córka Stefania Radziwiłł (1809–1832), która wyszła za mąż (w 1828 roku) za Ludwika Sayn-Wittgensteina (1799–1866). W 1825 roku, na mocy układu, dobra te nabył Hektor Andrzej Prószyński herbu Lubicz (1785–1866), pułkownik, generał major wojsk rosyjskich, zaufany reprezentant Hotelu Lambert na Mińszczyźnie. Ożenił się on w 1819 roku z Julią Radziwiłłówną (ur. w 1792 roku), córką ks. Dominika III (z linii berdyczowskiej). Po śmierci Hektora klucz starczycki został podzielony między jego synów i uległ rozdrobnieniu[1]
- odziedziczyła go Julia Radziwiłłówna (druga córka ks. Dominika Radziwiłła z linii annopolskiej), która wyszła za Hektora Andrzeja Prószyńskiego[2].

Cześć majątku, która przypadła Wacławowi Kazimierzowi Prószyńskiemu, została nazwana jego imieniem. Po nim dobra te odziedziczył jego najstarszy syn Stanisław, a po Stanisławie dziedziczką Wacławowa była córka Stanisława Elżbieta Prószyńska.

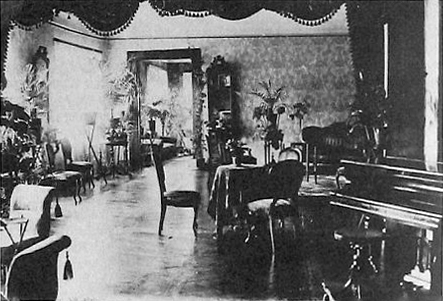
Salon we dworze Prószyńskich w 1911 roku

Po II rozbiorze Polski w 1793 roku dobra te, wcześniej należące do Księstwa Kopylsko-Słuckiego i powiatu słuckiego województwa nowogródzkiego Rzeczypospolitej, znalazły się na terenie powiatu słuckiego (ujezdu), wchodzącego w skład guberni mińskiej Imperium Rosyjskiego. Po ustabilizowaniu się granicy polsko-radzieckiej w 1921 roku majątek wszedł w skład Białoruskiej Socjalistycznej Republiki Radzieckiej (ZSRR), od 1991 roku – na terenie Republiki Białorusi.
Po majątku tym nie ma już śladu na mapach WIG z lat 30. XX wieku. Możliwe, że w parku pozostałym po majątku utworzono w 1972 roku dziecięce sanatorium „Słucz”.

## Dawny dwór
Wacław Kazimierz Prószyński zbudował tu w latach 70. XIX wieku parterowy dwór. Był to drewniany, dziewięcioosiowy dom na planie prostokąta, z wysokim czterospadowym dachem krytym gontem. Wnętrze miało układ dwutraktowy z korytarzem dzielącym oba trakty. Przed frontem domu rozciągał się owalny gazon z drewnianą altaną pośrodku. Za domem był ogród kwiatowy z trawnikiem, otoczony żywopłotem.
Majątek w Wacławowie jest opisany w 2. tomie Dziejów rezydencji na dawnych kresach Rzeczypospolitej Romana Aftanazego, gdzie publikowane są zdjęcia dworu i jego pięknych wnętrz z lat 1911–1917.